# Санта Марија а Вале (Терамо)
Санта Марија а Вале (итал. Santa Maria a Valle) је насеље у Италији у округу Терамо, региону Абруцо.
Према процени из 2011. у насељу је живело 647 становника. Насеље се налази на надморској висини од 10 м.